# Jorge Daponte
Jorge Alberto Daponte (Buenos Aires, 5 giugno 1923 – Buenos Aires, 1º marzo 1963) è stato un pilota automobilistico argentino.

## Carriera
Nel 1953 tentò senza successo la qualificazione alla 500 Miglia di Indianapolis.
Partecipò ai Gran Premi di Argentina e d'Italia nel 1954 al volante di una Maserati.
Inoltre prese parte ad alcune gare non valide per il Campionato mondiale di Formula 1.

## Risultati in Formula 1
| 1953 | Scuderia       | Vettura |  |    |  |  |  |  |  |  |  | Punti | Pos. |
| ---- | -------------- | ------- |  | -- |  |  |  |  |  |  |  | ----- | ---- |
| 1953 | Scuderia Wayne | Johnson |  | NQ |  |  |  |  |  |  |  | 0     |      |

| 1954 | Scuderia       | Vettura             |     |  |  |  |  |  |  |    |  | Punti | Pos. |
| ---- | -------------- | ------------------- | --- |  |  |  |  |  |  | -- |  | ----- | ---- |
| 1954 | Pilota privato | Maserati A6GCM/250F | Rit |  |  |  |  |  |  | 11 |  | 0     |      |

| Legenda | 1º posto     | 2º posto | 3º posto    | A punti         | Senza punti/Non class.  | Grassetto – Pole position Corsivo – Giro più veloce |
| Legenda | Squalificato | Ritirato | Non partito | Non qualificato | Solo prove/Terzo pilota | Grassetto – Pole position Corsivo – Giro più veloce |